# Jörg Berger
Jörg Berger (13 de outubro de 1944 - 23 de junho de 2010) foi um jogador e treinador de futebol alemão.